# Philip Yordan
Philip Yordan (né le 1er avril 1914 à Chicago, Illinois, et mort d'un cancer du pancréas le 24 mars 2003  à La Jolla, Californie) est un scénariste et producteur américain.

## Biographie
Fils d'émigrants juifs polonais, il obtint son baccalauréat à l'Université d'Illinois et un diplôme en droit à Chicago. Scénariste très prolifique, sa carrière reste assez trouble. Certains des grands films auxquels il collabora semblent avoir été écrits par d'autres. D'après Monthly Film Bulletin (mars 1982), les scénarios de Quand la Marabunta gronde ou Cote 465 seraient de Ben Maddow. Déjà, Jean-Pierre Coursodon et Bertrand Tavernier soupçonnaient que Philip Yordan n'était qu'un prête-nom pour des auteurs victimes du Maccarthysme. Il signa cependant de bonnes adaptations pour Anthony Mann ou Joseph H. Lewis.

## Filmographie

### Comme scénariste
- 1942 : La Fièvre du jazz (Syncopation) de William Dieterle
- 1943 : The Unknown Guest de Kurt Neumann
- 1944 : Surprise-partie (Johnny Doesn't Live Here Any More) de Joe May
- 1944 : Étrange Mariage (When Strangers Marry) de William Castle
- 1945 : Dillinger, l'ennemi public no 1 (Dillinger) de Max Nosseck
- 1945 : The Woman Who Came Back de Walter Colmes
- 1946 : Tragique Rendez-vous (Whistle Stop) de Léonide Moguy
- 1946 : Suspense de Frank Tuttle
- 1946 : L'Évadée (The Chase) d'Arthur Ripley
- 1949 : J'ai épousé un hors-la-loi (Bad Men of Tombstone) de Kurt Neumann
- 1949 : La Maison des étrangers (House of Strangers) de Joseph L. Mankiewicz
- 1949 : Anna Lucasta (Anna Lucasta) d'Irving Rapper
- 1949 : Le Livre noir (Reign of Terror) d'Anthony Mann
- 1950 : La Marche à l'enfer (Edge of Doom) de Mark Robson
- 1951 : Le Rocher du diable (Drums in the Deep South) de William Cameron Menzies
- 1951 : Histoire de détective (Detective Story) de William Wyler Prix Edgar-Allan-Poe du meilleur scénario en 1952
- 1952 : Mutinerie à bord (Mutiny) d'Edward Dmytryk
- 1952 : Mara Maru (Mara Maru) de Gordon Douglas
- 1953 : Houdini le grand magicien (Houdini) de George Marshall
- 1953 : Le Souffle sauvage (Blowing Wild) d'Hugo Fregonese
- 1953 : Man Crazy (en) d'Irving Lerner
- 1954 : Quand la Marabunta gronde (The Naked Jungle) de Byron Haskin
- 1954 : Johnny Guitare (Johnny Guitar) de Nicholas Ray
- 1954 : La Lance brisée (Broken Lance) d'Edward Dmytryk
- 1955 : Association criminelle (The Big Combo) de Joseph H. Lewis
- 1955 : La Conquête de l'espace (Conquest of Space) de Byron Haskin
- 1955 : L'Homme de la plaine (The Man from Laramie) d'Anthony Mann
- 1955 : Joe MacBeth (en) de Ken Hughes
- 1955 : La Charge des tuniques bleues (The Last Frontier) d'Anthony Mann
- 1956 : Plus dure sera la chute (The Harder They Fall) de Mark Robson
- 1957 : Four Boys and a Gun de William Berke
- 1957 : Cote 465 (Men in War) d'Anthony Mann
- 1957 : Terreur dans la vallée (Gun Glory) de Roy Rowland
- 1957 : Street of Sinners (en) de William Berke
- 1957 : Les Sensuels (No Down Payment) de Martin Ritt
- 1958 : Island Women (en) de William Berke
- 1958 : Bravados (The Bravados) d'Henry King
- 1958 : The Fiend Who Walked the West de Gordon Douglas
- 1958 : Le Petit Arpent du bon Dieu (God's Little Acre) d'Anthony Mann
- 1958 : Anna Lucasta (en) d'Arnold Laven
- 1959 : La Chevauchée des bannis (Day of the Outlaw) d'André de Toth
- 1960 : Le Buisson ardent (The Bramble Bush) de Daniel Petrie
- 1960 : Blue Jeans 1920 (Studs Lonigan) d'Irving Lerner
- 1961 : Le Roi des rois (King of Kings) de Nicholas Ray
- 1961 : Le Cid (El Cid) d'Anthony Mann
- 1962 : La Révolte des Triffides (The Day of the Triffids) de Steve Sekely
- 1963 : Les 55 Jours de Pékin (55 Days at Peking) de Nicholas Ray
- 1964 : La Chute de l'Empire romain (The Fall of the Roman Empire) d'Anthony Mann
- 1964 : Le Plus Grand Cirque du monde (Circus World) d'Henry Hathaway
- 1965 : La Bataille des Ardennes (Battle of the Bulge) de Ken Annakin
- 1969 : The Royal Hunt of the Sun d'Irving Lerner
- 1971 : Captain Apache (Captain Apache) d'Alexander Singer
- 1971 : Les Quatre Mercenaires d'El Paso (Bad Man's River) d'Eugenio Martín
- 1977 : Brigham (en) de Tom McGowan
- 1980 : Cataclysm de Phillip Marshak, Tom McGowan et Gregg Tallas
- 1983 : Carnival of Fools de John Carr
- 1985 : Night Train to Terror (en) de John Carr, Phillip Marshak, Tom McGowan et Gregg Tallas
- 1987 : Cry Wilderness (en) de Jay Schlossberg-Cohen
- 1987 : Le Jour du massacre (en) (Bloody Wednesday) de Mark G. Gilhuis
- 1988 : L'Ange des ténèbres (en) (The Unholy) de Camilo Vila
- 1992 : Marilyn Alive and Behind Bars de John Carr
- 1992 : Dead Girls Don't Tango de John Carr
- 1994 : Too Bad About Jack de John Carr

### comme producteur
- 1946 : Tragique Rendez-vous (Whistle Stop) de Léonide Moguy
- 1949 : Anna Lucasta d'Irving Rapper
- 1953 : Man Crazy (en) d'Irving Lerner
- 1956 : Plus dure sera la chute (The Harder They Fall) de Mark Robson
- 1956 : La Nuit bestiale (en) (Wild Party) d'Harry Horner
- 1959 : La Chevauchée des bannis de André de Toth
- 1960 : Studs Lonigan d'Irving Lerner
- 1962 : La Révolte des Triffides (The Day of the Triffids) de Steve Sekely
- 1964 : L'attaque dura sept jours (The Thin Red Line) d'Andrew Marton
- 1965 : Quand la Terre s'entrouvrira (Crack in the World) d'Andrew Marton
- 1965 : La Bataille des Ardennes (Battle of the Bulge) de Ken Annakin
- 1967 : Custer, l'homme de l'ouest (Custer of the West) de Robert Siodmak
- 1969 : Krakatoa à l'est de Java (Krakatoa: East of Java) de Bernard L. Kowalski
- 1969 : The Royal Hunt of the Sun d'Irving Lerner
- 1971 : Captain Apache de Alexander Singer
- 1977 : Brigham (en) de Tom McGowan
- 1987 : Cry Wilderness (en) de Jay Schlossberg-Cohen
- 1987 : Le Jour du massacre (en) (Bloody Wednesday) de Mark G. Gilhuis